# General poručnik
General poručnik (njem. Generalleutnant; engl. Generalleutnant) je generalski čin u nekim vojskama. U JNA uveden je još u Narodnooslobodilačkoj vojsci 5. svibnja 1943. pod nazivom general-lajtnant, a zamijenjen je činom generala-potpukovnika 1952. godine. U OSRH ne postoji ovaj čin, ali je korišten u Hrvatskim oružanim snagama tijekom Drugog svjetskog rata.